# فرخنده حاجی‌زاده
فرخنده حاجی‌زاده (زاده ۱۳۳۱) نویسنده، شاعر و ناشر ایرانی، مدیر انتشارات ویستار، برندهٔ اولین جایزهٔ جهانی آزادی انتشار انجمن قلم و اتحادیه ناشران آمریکا، عضو هیئت دبیران کانون نویسندگان ایران (تیرماه ۱۳۸۷)و خواهر قربانی قتل‌های زنجیره‌ای، حمید حاجی‌زاده و پسرش کارون است.

## زندگی
فرخنده در بیستم تیرماه سال ۱۳۳۱ در بزنجان شهر بافت کرمان زاده شد و از کودکی با ادبیات و موسیقی آشنا شد. پس از پایان دوره ابتدایی خانواده‌اش برای امکان ادامهٔ تحصیلش به شهرستان بافت مهاجرت کردند و پس از ازدواج، فرخنده به دلیل حرفهٔ نظامی همسرش، به آذربایجان شرقی رفت. در چهارده سالگی پسرش «پژمان» را به دنیا آورد که همواره همکار او در ادارهٔ انتشارات ویستار و مجله بایا بوده‌است (بایا در سال ۱۳۸۷ لغو امتیاز شد). بعد از تولد دومین فرزندش «پیمان»، تحصیلی را که به دلیل ازدواج رها کرده بود از سرگرفت و تا پایان دورهٔ کارشناسی ادامه داد.[اندیشه‌ی آزاد، فصل‌نامهٔ کانون نویسندگان ایران (داخلی)، دورهٔ سوم، شماره‌ی ۱، بهار ۱۳۹۰]</ref>
فعالیت ادبی حاجی‌زاده در سال‌های ۱۳۵۳–۱۳۵۴ با سرودن غزل و با عضویت در انجمن ادبی خواجوی کرمان آغاز شد. هر چند حاجی‌زاده در سایت شخصی‌اش به تازگی نوشته که آن غزل‌ها، که در تذکره‌های مختلف هم آورده‌شده، آن‌قدر به وسیله برادرها به ویژه حمید تصحیح‌شده که او آن‌ها را را از آنِ خود نمی‌داند و می‌گوید که در انجمن خواجو وقتی شعرهای آزادش را می‌خوانده، پیشکسوتان او را به نوشتن نثر تشویق می‌کردند و جوان‌ترها در شعرهایش به دنبال رسالت می‌گشتند تا جایی که او آن شعرها را پاره‌کرد و تا سال‌ها شعر نگفت و به خواندن پرداخت. او ادامه می‌دهد آن دوره سلطنت ادبی از آنِ شعر بود و سلطنت موسیقی از آنِ آواز؛ هنوز هم عده‌ای تاج موسیقی را بر سر آواز می‌نهند. حاجی‌زاده اولین مطلب ادبی خودش را نقدی می‌داند که در اعتراض به یک مصاحبهٔ استخدامی نوشت و در روزنامهٔ آیندگان در سال ۱۳۵۴ به چاپ رسید. از سال ۱۳۵۷ به عنوان کتابدار به استخدام وزارت علوم و فناوری درآمد و در اول اسفندماه ۱۳۸۷ بازنشسته شد. در سال ۱۳۵۹، بنیانگذار و مسئول کتابخانهٔ دانشکده ادبیات دانشگاه کرمان شد. انگیزهٔ گردآوری کتاب‌شناسی اساطیر و ادیان این دوره در ذهنش شکل گرفت. اولین قصه اش را به نام وهم سبز در سال ۱۳۶۷ نوشت. در سال ۱۳۶۸ به دانشگاه تهران منتقل شد. از ۱۳۶۹، در کارگاه شعر و قصهٔ رضا براهنی، ادبیات را به صورت جدی‌تری پیگیری کرد.[اندیشه‌ی آزاد، فصل‌نامهٔ کانون نویسندگان ایران (داخلی)، دورهٔ سوم، شماره‌ی ۱، بهار ۱۳۹۰]</ref> و همزمان از محضر استادان حسن انوری، سیروس شمیسا، هاشم توفیق‌سبحانی و اصغر دادبه بهره برد؛ و وزن شعر را از شاعر سرشناس هوشنگ ابتهاج آموخت.
از چهار برادر او، سه تن در شعر و موسیقی دستی دارند؛ که یکی حمید حاجی‌زاده از قربانیان قتل‌های زنجیره‌ای بود، شاعر کرمانی که به طرزی فجیع همراه پسرش «کارون»، در شب ۳۱ شهریور ۱۳۷۷، با ۳۸ ضربهٔ چاقو به قتل رسیدند. فرخنده حاجی‌زاده پیگیری قانونی روشن‌تر شدن چرایی و چگونگی این قتل و مجازات آمرین و عاملان آن را ادامه داده‌است.
فرخنده حاجی‌زاده علاوه بر مدیریت انتشارات ویستار، مدیر مسئول و سردبیر مجلهٔ ادبی- هنری بایا، از سال ۱۳۷۲ به مدت ده سال تا زمانِ لغو امتیاز بایا، گردآورنده جُنگ ادبی- هنری گفتمان و عضو هیئت مدیره جمع صنفی فرهنگی زنان ناشر بوده و از سال ۱۳۷۹ به عضویت کانون نویسندگان ایران درآمده و از انتخابات تیر ماه سال ۱۳۸۷ تا کنون، عضو هیئت دبیران آن می‌باشد.
او نشریه ادبی، هنری، تحلیلی، آموزشی «قال و مقال» را نیز منتشر می‌کند.
انجمن قلم و اتحادیه ناشران آمریکا اولین جایزه جهانی آزادی انتشار خود را به خاطر «تلاش در زمینه چاپ کتاب‌های عالی، شجاعت و پشتکار» به فرخنده حاجی‌زاده اهدا کرد. در مراسم اهدای این جایزه، نویسندگان سرشناسی مانند آرتور میلر، راسل بنکس، ادوارد سعید، آرتور شلزینگر و توماس فریدمن حضور داشتند.
وی همچنین در کنفرانس‌های ادبی متعددی در خارج از ایران شرکت داشته که از آن جمله می‌توان به شرکت در کنفرانس ادبیات معاصر، دانشگاه نیویورک، اردیبهشت ۱۳۷۹؛ دانشگاه کلمبیا؛ انجمن ادبی نیما در شیکاگو، ایلینوی؛ کنفرانس ادبیات و موسیقی، تأتر ادئون پاریس، آذر ۱۳۷۹؛ سمینار ادبیات معاصر ترکیه، «همسایه در را باز کن» در آنکارا و استانبول، ۱۳۸۳، اشاره کرد.
کتابفروشی انتشارات ویستار محل تجمع اهل قلم و علاقه‌مندان به کتاب نیز بود و جلسه‌های شعرخوانی، قصه‌خوانی و گفت و شنود با اهل قلم در محل کتاب فروشی ویستار برگزار می‌شد. اما این کتابفروشی در سال ۱۳۸۶ که به دستور اداره اماکن با کتابفروشی‌هایی که «کافه کتاب» داشتند برخورد شد، پلمپ گردید و در همین زمان با شکایت مالک محل کتابفروشی [سرقفلی این ملک متعلق به نشر ویستار بود]، محمدعلی ذوالفقاری و با وکالت محمود حمزه، یک سرهنگ بازنشسته و وکیل دادگستری کنونی، مأموران اجرای احکام مجتمع قضایی شهید بهشتی با کامیون، کارتن و کلیدساز برای شکستن درب کتابفروشی و بردن کتاب‌ها، به کتابفروشی ویستار مراجعه کردند. با پرونده‌ای ساختگی و حکمی غیرقانونی پس از تخلیه، کتابفروشی را یک شبه تخریب کردند، اما ویستاریان با تلاش بسیار و شش ماه دوندگی بی‌وقفه موفق شدند حکم صادرشده را لغو کنند. حاجی‌زاده همراه با فعالیت‌های ادبی، فعالیت‌های اجتماعی- فرهنگی خود را نیز گسترش داد. از آن جمله می‌توان به راه‌اندازی کتابخانه دانشکده ادبیات دانشگاه شهید باهنر کرمان، عضویت در اتحادیه ناشران، عضویت در تعاونی توزیع‌کنندگان کتاب تهران، عضویت در شورای کتاب کودک و همکاری با فرهنگنامه کودکان، عضویت و همکاری در پایه‌گذاری جمع صنفی فرهنگی زنان ناشر، همکاری با بنیاد فرهنگی زنان و راه‌اندازی کتابخانهٔ اتحادیهٔ ناشران را می‌توان نام برد.

## آثار

### رمان
- «خالهٔ سرگردان چشم‌ها» (فارسی و ترکی استانبولی)- مترجم به ترکی استانبولی: هاشم خسروشاهی
- «از چشم‌های شما می‌ترسم» (فارسی، ترکی استانبولی به ترجمهٔ هاشم خسروشاهی)- انتشارات «دنیا» در ترکیه
- «من، منصور و آلبرایت «قصه‌ای با مقدمه و مؤخره»»[۶] (رمان «من، منصور و آلبرایت» در ایران اجازه انتشار نگرفت و انتشارات خاوران در پاریس آن را منتشر کرد. این رمان روایت قتل حمید حاجی‌زاده و پسرش کارون در کرمان است و به قتل‌های زنجیره‌ای و استخاره‌ای اشاره دارد.[۵])

### مجموعه داستان کوتاه
- «خلاف دموکراسی» - از این مجموعه، داستان «خلاف دموکراسی» به زبان‌های انگلیسی، چکی و ترکی استانبولی ترجمه‌شده‌است. مترجم انگلیسی محمدمهدی خرمی، مترجم ترکی استانبولی هاشم خسروشاهی و مترجم چکی خانم زوزانا است. داستان «وهم سبز» این مجموعه به‌وسیلهٔ مریوان حلبچه‌ای به زبان کردی ترجمه‌شده و داستان «ادامه» نیز به‌وسیلهٔٔ هاشم خسروشاهی به زبان ترکی استانبولی ترجمه‌شده‌است.
- «تقدیم به کسی که قاتلم نبود» - از این مجموعه داستان «PIR» به همت محمدمهد خرمی و شعله وطن، داستان «مانع» به‌وسیلهٔٔ علی هداوند و داستان «دست‌های تنهایی» به‌وسیلهٔٔ منصوره وحدتی به زبان انگلیسی ترجمه‌شده‌اند و داستان «تقدیم به کسی که قاتلم نبود» به‌وسیلهٔٔ لیلا کرمی به زبان ایتالیایی در دست ترجمه است.
- «نامتعارفه آقای مترجم!» - (این کتاب دوزبانه و همراه با سی‌دی صوتی منتشرشده‌است) مترجم این مجموعه پریا لطیفی‌خواه است. ترجمهٔ این کتاب زیر نظر محمدمهدی خرمی انجام شده‌است.
- از حاجی‌زاده داستان‌های «تصمیم آنی» به‌وسیلهٔ پریا لطیفی‌خواه و «ژاندارم» زیر نظر محمدمهدی خرمی ترجمه‌شده‌است.

### گزارش قصه
نامی است که فرخنده حاجی‌زاده به بعضی از نوشته‌هایش داده و در این رابطه می‌گوید:
وقت و بی‌وقت که قصه ببافی و توی بی‌خوابی‌های شبانه سوار بر شاهپرکِ خیال تا تمام قله‌های کشف ناشدنیِ واقعیت بپری و گاه با رقهٔ کوچکی از واقعیت یا آن چیزی را که می‌توانست واقعیتِ تو باشد و نیست چنان بگسترانی که خودت هم ندانی مرز خیال کجاست و واقعیت کجا و مدام در واقعیت پرآشوب قصه‌های ذهنت (قصه‌هایی که بخشی از آن‌ها تنها در ذهنت نوشته‌شده یا می‌شوند) غلت بزنی. اراده هم که کنی گزارشی از لحظه‌ای، وضعیتی، زندگی کسی یا جریانی بنویسی به سمت روایت کشیده می‌شوی و به نوشته‌ات که برگردی می‌بینی نه قصه است به روال آنچه آموخته‌ای و نه طبق تعریف‌های قراردادی گزارش. پس ناچار برای هویت بخشیدنش نامی خود ساخته بر آن می‌گذاری. نامی که تلفیقی از گزارش و قصه است - کتاب گزارش قصه
از فرخنده حاجی‌زاده تاکنون ۲ مجموعه گزارش قصه منتشر شده‌است:
- «گزارش قصه ۱- سینهٔ سهراب» - از این مجموعه گزارش قصهٔ «نکند پاره کنم سینهٔ سهرابم را» به‌وسیلهٔ محمدمهدی خرمی ترجمه‌شده‌است.
- «زن عجم خوبه یا تی‌ان‌نی؟»

### شعر
- طلعت منم! (مجموعه شعر)

### سایر آثار
- گفتمان ادبی، هنری صِفر (جُنگ ادبی با همکاری نویسندگان دیگر)
- کتاب‌شناسی اساطیر و ادیان (کتابشناسی تحقیقی)
- باز اندیشی ۱ (مجموعهٔ نقد ادبی)

## جایزه‌ها
- برنده جایزه جهانی آزادی انتشار سال ۲۰۰۳ از طرف اتحادیهٔ ناشران و انجمن قلم آمریکا[۷]